# 温恭
温恭，福建永定人，是一名清朝政治人物。举人出身。
温恭曾于1800年接替卢焌任青浦县知县一职，1804年由诸葛蓉接任。